# Kevan Hurst
Kevan Hurst est un footballeur anglais né le 27 août 1985 à Chesterfield. Il évolue au poste de milieu de terrain.
Il a joué un total de 34 matchs en Football League Championship (2e division anglaise).

## Carrière
- 2003-2007 : Sheffield United  Angleterre
  - mars 2004-2004 : Boston United (prêt)  Angleterre
  - fév. 2005-2005 : Stockport County (prêt)  Angleterre
  - 2005-déc. 2006 : Chesterfield FC (prêt)  Angleterre
  - fév. 2007-2007 : Scunthorpe United (prêt)  Angleterre
- 2007-2009 : Scunthorpe United  Angleterre
- 2009-2011 : Carlisle United  Angleterre
  - janvier-mai 2011 : Morecambe FC (prêt)  Angleterre
- 2011- : Walsall  Angleterre[1],[2]

## Palmarès
- Vainqueur de la Football League One (3e division) en 2007 avec Scunthorpe